# Tremont, Bronx
Tremont är ett område i Bronx i New York. Namnet Tremont uppfanns av en postmästare under 1800-talet och har sitt ursprung i de tre områdena Mount Eden, Mount Hope, och Fairmount i västra Bronx. Tremonts gräns är 183rd Street i norr, Southern Boulevard i öster, Crotona Park, 173rd Street, och Mount Eden Avenue och Parkway i söder, och Jerome Avenue i väster.
I filmen The Warriors från 1979 är Tremont territoriet för gänget the Orphans.